# Polacanthinae
I polacantini (Polacanthinae) sono una sottofamiglia di dinosauri erbivori quadrupedi, appartenenti al gruppo degli anchilosauri.

## Classificazione confusa
I polacantini erano caratterizzati da pesanti armature ossee, che includevano grandi spine e aculei, con l'aggiunta di piastre triangolari che in qualche modo ricordano quelle degli stegosauri. Nella regione sacrale i polacantini possedevano una sorta di scudo osseo, e il cranio era anch'esso corazzato. Prima della scoperta del primitivo Mymoorapelta, avvenuta nel 1994, i pochi membri di questa sottofamiglia erano ritenuti essere dei nodosauridi: i resti erano scarsi e i caratteri diagnostici poco chiari. Il rappresentante meglio conosciuto era Polacanthus, noto per uno scheletro parziale privo di cranio. Dopo una revisione della famiglia dei nodosauridi e la scoperta di altri dinosauri quali Gastonia, i polacantini furono classificati come una sottofamiglia di anchilosauridi a causa dei crani corazzati.

## Armature spettacolari
I polacantini posseggono probabilmente le armature più spettacolari di tutti gli anchilosauri: un insieme di elementi eterogenei compongono la solida corazza di quest animali, e in alcuni casi (Gastonia) l'armatura era davvero impenetrabile. Negli anni '90 alcuni paleontologi pensavano che i polacantini possedessero una piccola mazza caudale, ma in seguito si è dimostrato che la convinzione era basata sulla cattiva interpretazione di alcune ossa della coda. I polacantini apparvero nel Giurassico superiore e si diffusero nel Barremiano (Cretacico inferiore) in Nordamerica e in Europa, prima di scomparire misteriosamente.

## Classificazione
```
Polacanthidae

     |--+--
Gargoyleosaurus

     |  |--?
Hylaeosaurus

     |  `--
Mymoorapelta

     `--+--
Gastonia

        |--
Hoplitosaurus

        `--
Polacanthus
```